# St. Louis Motor Car Company

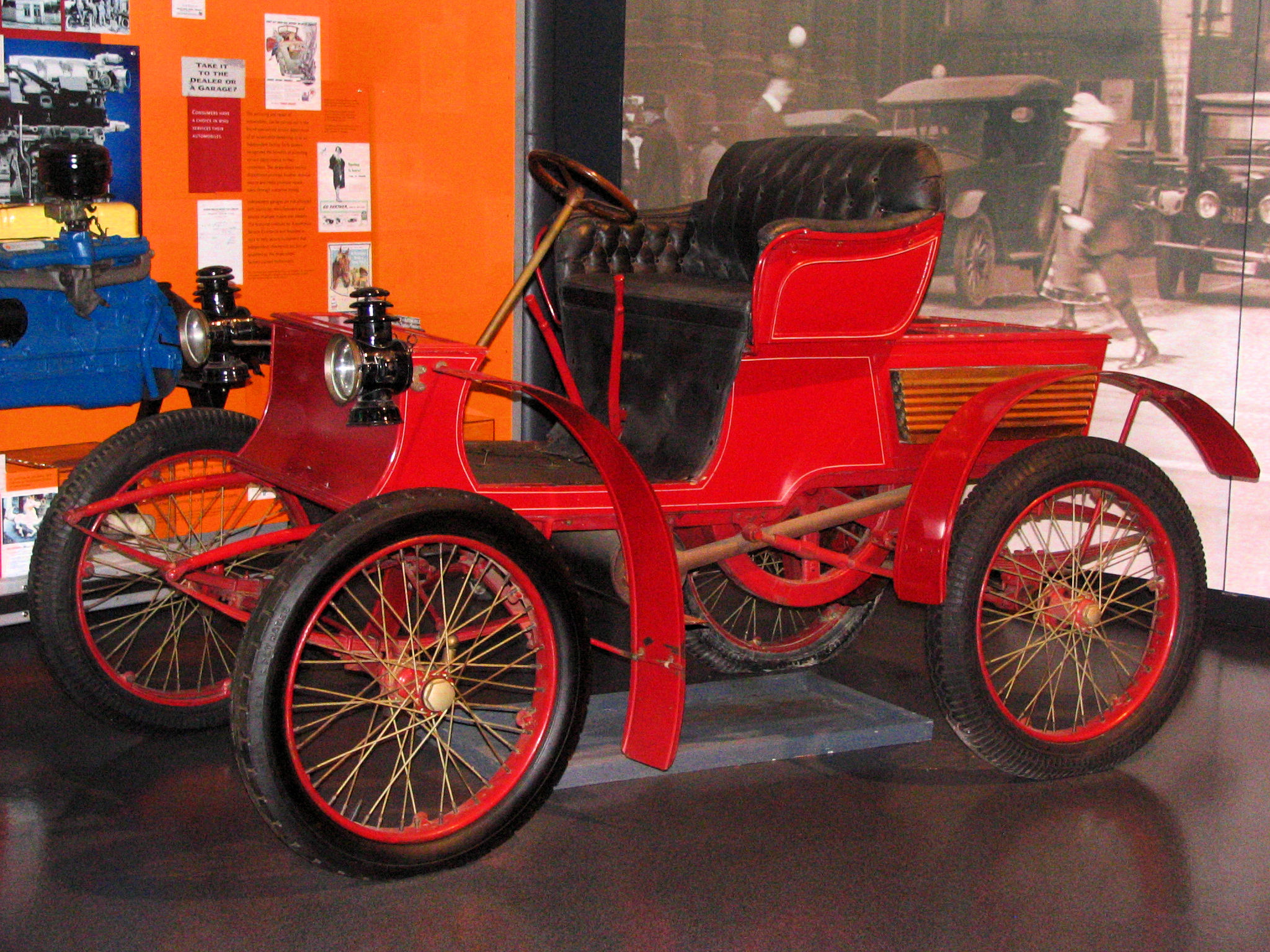
St. Louis von 1901

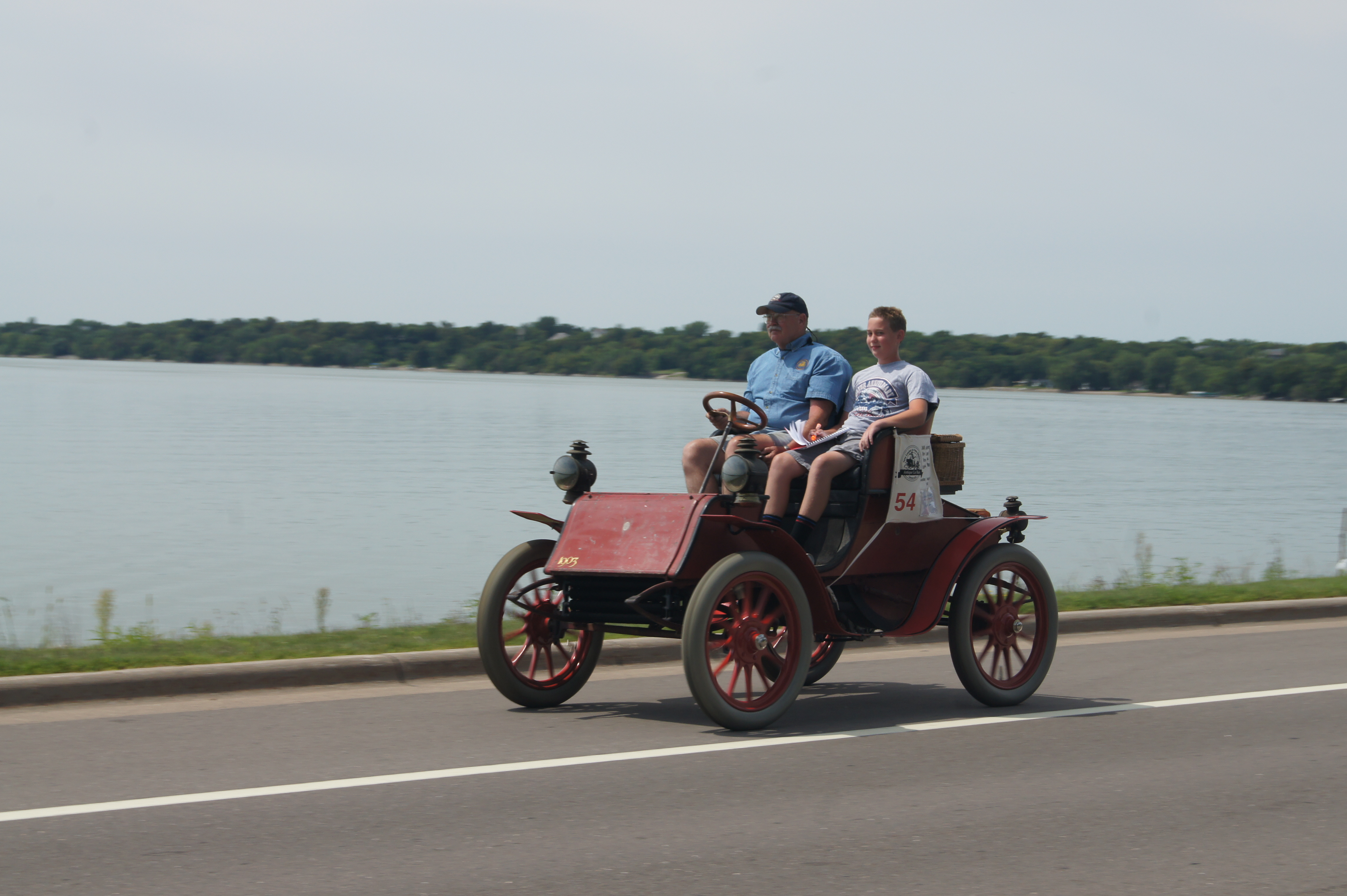
St. Louis von 1903

St. Louis Motor Car Company, vorher St. Louis Motor Carriage Company, war ein US-amerikanischer Hersteller von Automobilen.

## Unternehmensgeschichte
John L. French und George Dorris gründeten 1899 die St. Louis Motor  Carriage Company in St. Louis in Missouri. Außerdem waren Joseph French, Callie French, H. E. French und Jesse French Jr. beteiligt. Sie begannen mit der Produktion von Automobilen. Der Markenname lautete St. Louis. Die Geschäfte liefen einige Jahre gut.
Ende 1905 verließ Dorris das Unternehmen und gründete die Dorris Motor Car Company. French verlegte den Sitz des Unternehmens nach Peoria in Illinois und benannte es in St. Louis Motor Car Company um. 1907 endete die Produktion. Das Unternehmen ging in die Insolvenz. Im Dezember 1907 wurde das Werk verkauft.
Es bestand keine Verbindung zur St. Louis Automotive Company, die ein paar Jahre später aktiv war.

## Fahrzeuge
Die ersten Modelle hatten Ein- und Zweizylindermotoren, Kettenantrieb und einen Lenkhebel zum Lenken. An der Modellbezeichnung war die Motorleistung in PS erkennbar.
1901 standen fünf Modelle zur Wahl. Der 7 HP war ein Runabout, der 9 HP ein Trap und der 10 HP ein Lieferwagen, alle mit Einzylindermotoren. Zweizylindermotoren hatten der 15 HP als Lieferwagen und der 25 HP als Omnibus.
1902 wurde das Lenkrad eingeführt. Der 8 HP hatte einen Einzylindermotor. Als Spitzenmodell fungierte der 35 HP mit einem Vierzylindermotor. Beide waren als offene Tourenwagen karosseriert.
1903 gab es den 8 HP als Boston Carriage genannten Tourenwagen und den 9 HP als Light Tonneau Tourenwagen, beide mit Einzylindermotoren. Der 16 HP mit einem Zweizylindermotor hatte die Karosseriebauform Victoria.
1904 standen zwei Modelle mit Einzylindermotoren im Sortiment. Sie unterschieden sich im Fahrgestell. Der 9 HP als Runabout hatte 191 cm Radstand. Der 10 ½ HP hatte 203 cm Radstand und war ein Tonneau. Darüber rangierte der 24 HP mit einem Dreizylindermotor. Der Radstand betrug 229 cm. Auch dieses Modell war als Tonneau karosseriert. Eine andere Quelle bezeichnet das Dreizylindermodell als 20 HP.
1905 war das Programm anders abgestuft. Zur Wahl standen 12 HP mit Einzylindermotor, 16 HP mit Zweizylindermotor und 20/24 HP mit Dreizylindermotor. Gemeinsamkeit waren 218 cm Radstand und der Aufbau als Tonneau mit seitlichem Einstieg.
Ab 1906 hatten alle Fahrzeuge einen Vierzylindermotor und Kardanantrieb. Die Modelle erhielten Römische Ziffern als Bezeichnungen. Der Type XV (römisch für 15) hatte einen Motor, der mit 30/34 PS angegeben war, und 264 cm Radstand. Der Type XVI (römisch für 16) war mit 32/36 PS etwas stärker motorisiert und mit 274 cm Radstand etwas länger. Beides waren Tourenwagen mit fünf Sitzen. Eine andere Quelle meint, dass es den Type XV bereits 1905 gab.
1907 standen drei Modelle zur Auswahl. Type XVII (römisch für 17) hatte einen 35-PS-Motor, 274 cm Radstand und einen Aufbau als zweisitziger Runabout. Der Type XVIII (römisch für 18) war bis auf die fünfsitzige Tourenwagenkarosserie identisch. Der Type XIX (römisch für 19) hatte einen Motor mit 45/50 PS und 284 cm Radstand. Er war als Tourenwagen mit fünf und sieben Sitzen erhältlich.

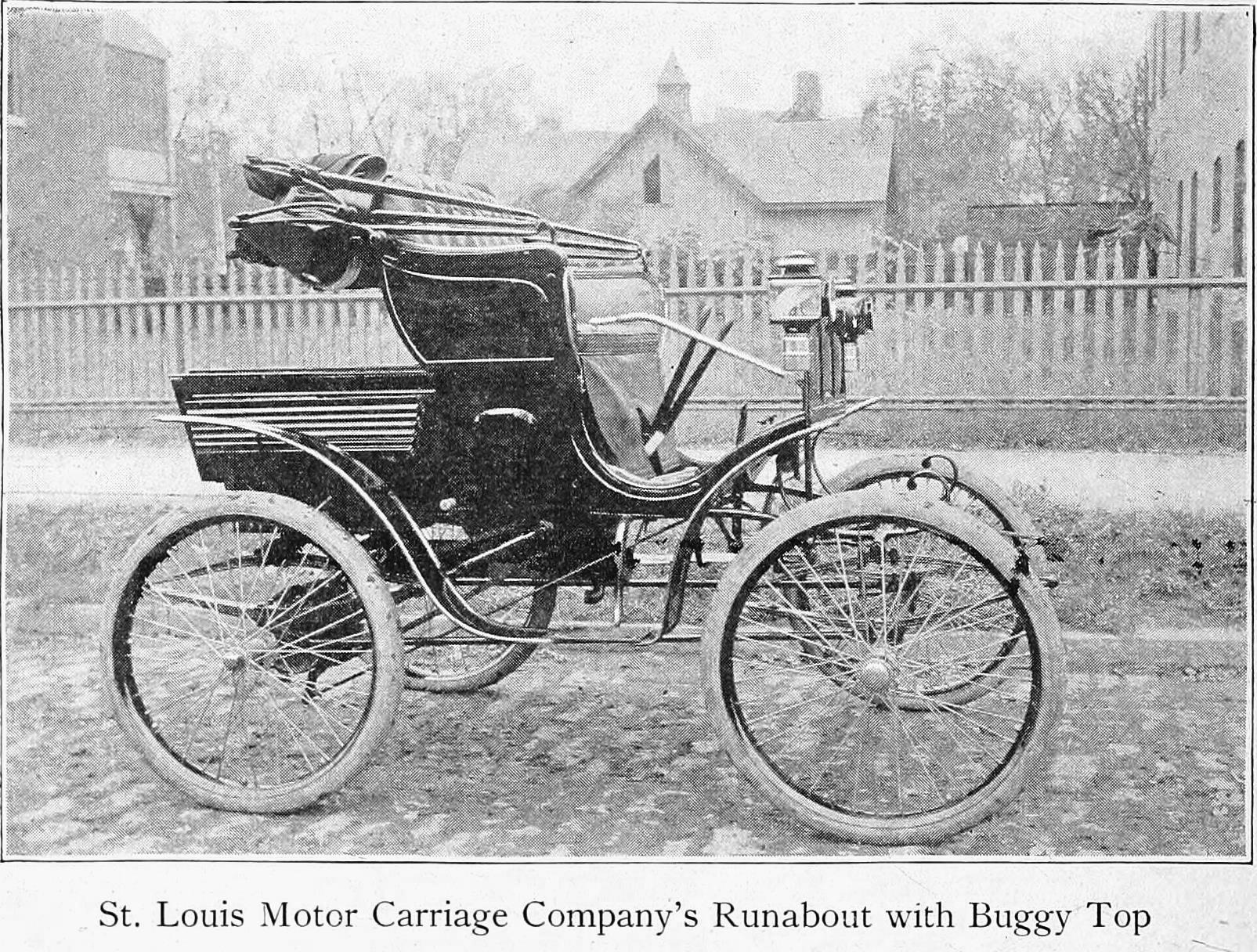
7 HP Runabout (1900)
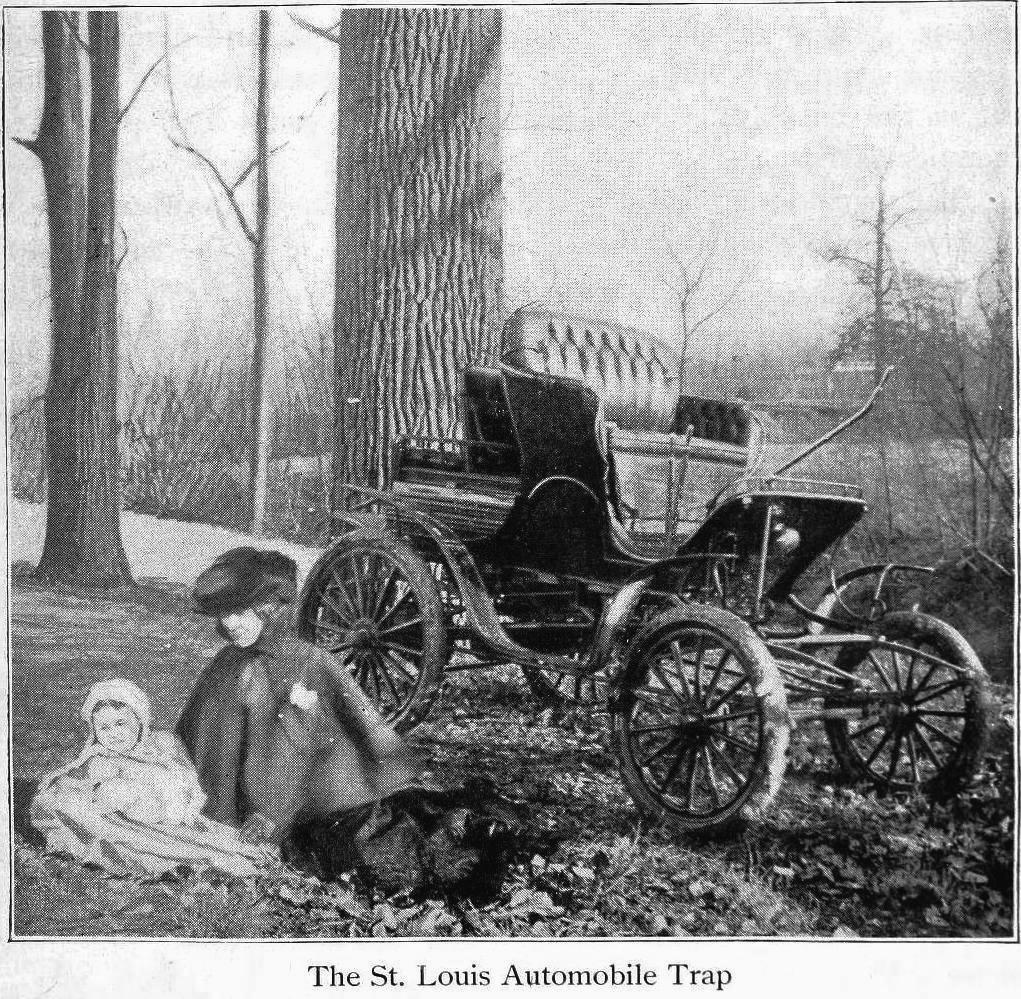
9 HP Trap (1901)
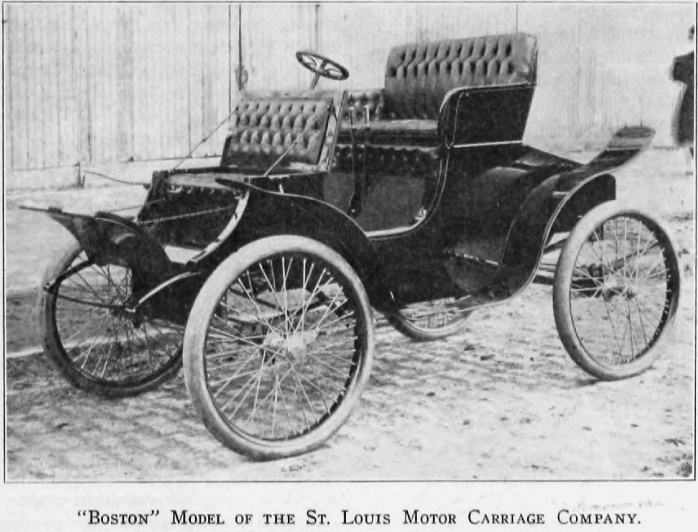
8 HP Boston Carriage (1902)
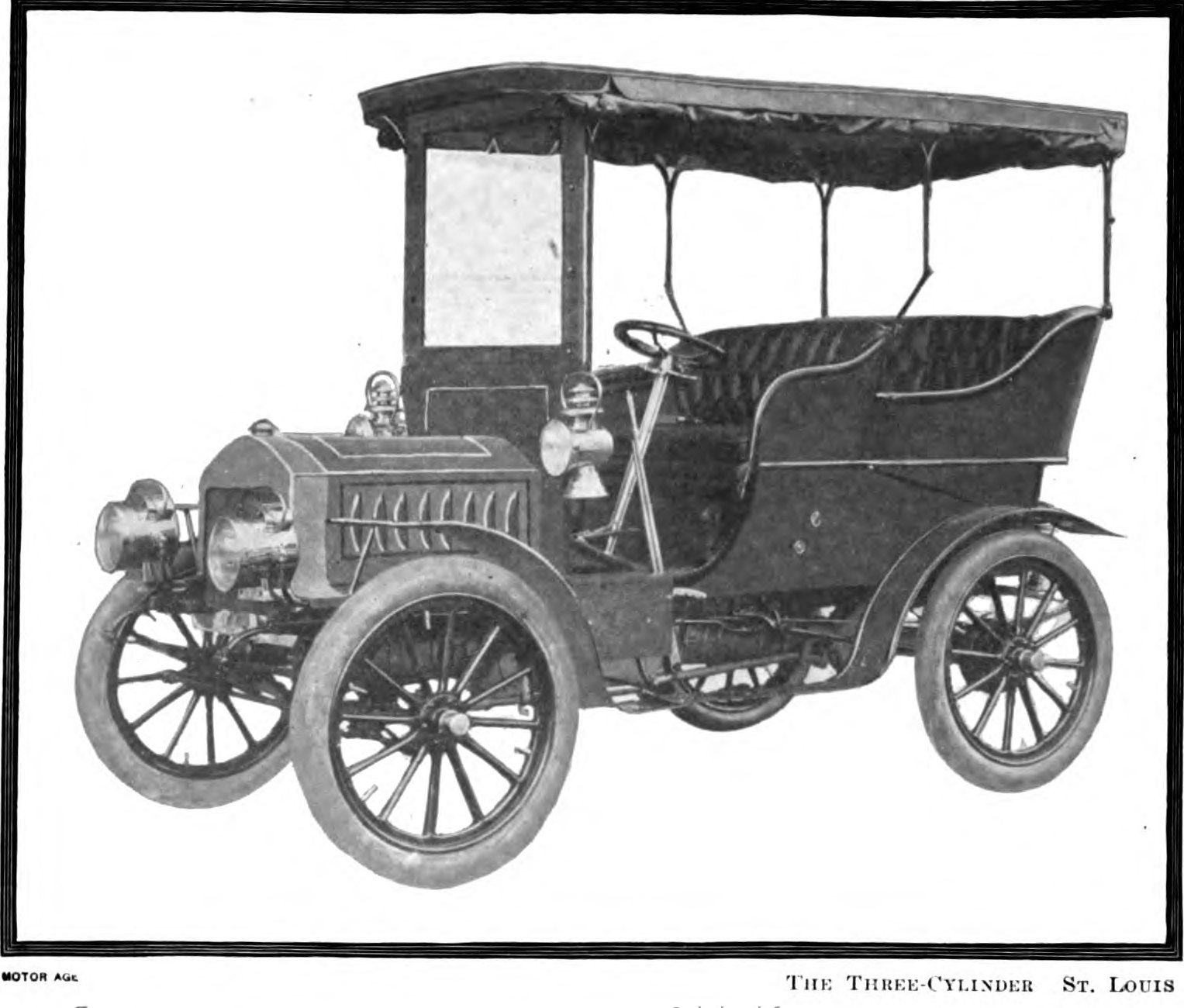
20 HP Tourer (1904)
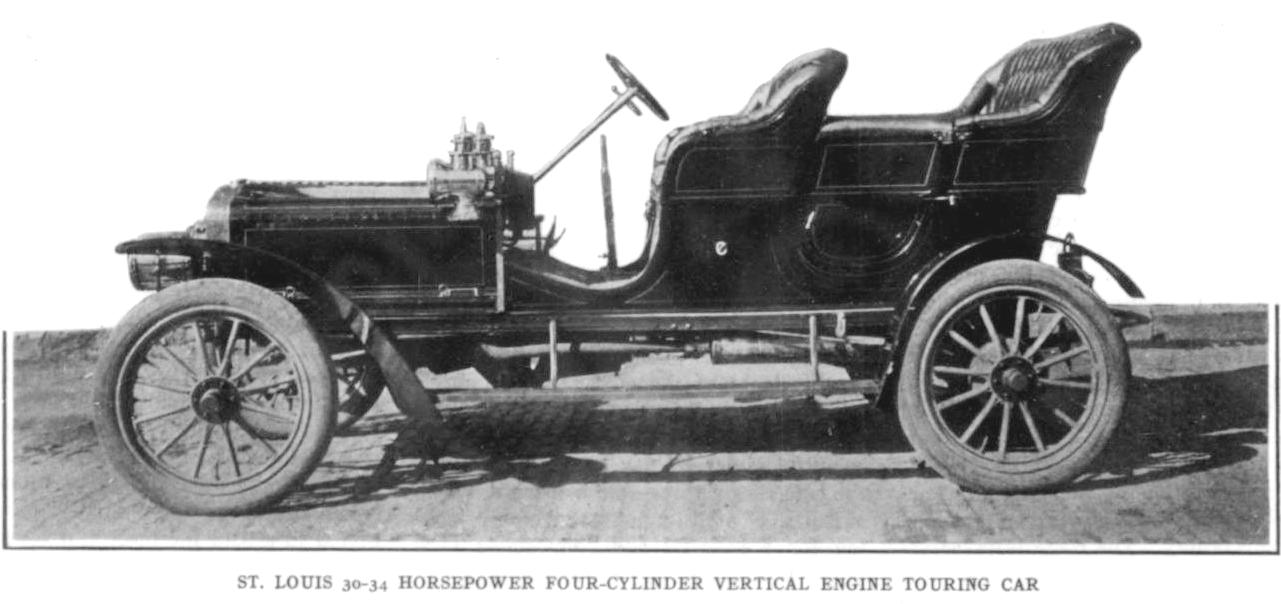
Type XV 30-34 HP (1905)

## Modellübersicht
Nachstehend eine Übersicht der Modelle ab 1901. Es ist nicht eindeutig, ob die Jahresangabe das tatsächliche Jahr oder das Modelljahr angibt.
| Jahr oder Modelljahr | Modell     | Zylinder | Leistung (PS) | Radstand (cm) | Aufbau                            | Anmerkung           |
| -------------------- | ---------- | -------- | ------------- | ------------- | --------------------------------- | ------------------- |
| 1901                 | 7 HP       | 1        | 7             |               | Runabout                          | evtl. schon 1900    |
| 1901                 | 9 HP       | 1        | 9             |               | Trap                              |                     |
| 1901                 | 10 HP      | 1        | 10            |               | Lieferwagen                       |                     |
| 1901                 | 15 HP      | 2        | 15            |               | Lieferwagen                       |                     |
| 1901                 | 25 HP      | 2        | 25            |               | Bus                               |                     |
| 1902                 | 8 HP       | 1        | 8             |               | Boston Carriage Tourenwagen       |                     |
| 1902                 | 35 HP      | 4        | 35            |               | Tourenwagen                       |                     |
| 1903                 | 8 HP       | 1        | 8             |               | Boston Carriage Tourenwagen       |                     |
| 1903                 | 9 HP       | 1        | 9             |               | Light Tonneau Tourenwagen         |                     |
| 1903                 | 16 HP      | 2        | 16            |               | Victoria                          |                     |
| 1904                 | 9 HP       | 1        | 9             | 191           | Runabout                          |                     |
| 1904                 | 10 ½ HP    | 1        | 10,5          | 203           | Tonneau                           |                     |
| 1904                 | 24 HP      | 3        | 24            | 229           | Tonneau                           | evtl. 20 HP genannt |
| 1905                 | 12 HP      | 1        | 12            | 218           | Side Entrance Tonneau             |                     |
| 1905                 | 16 HP      | 2        | 16            | 218           | Side Entrance Tonneau             |                     |
| 1905                 | 20/24 HP   | 3        | 20/24         | 218           | Side Entrance Tonneau             |                     |
| 1906                 | Type XV    | 4        | 30/34         | 264           | Tourenwagen 5-sitzig              | evtl. schon 1905    |
| 1906                 | Type XVI   | 4        | 32/36         | 274           | Tourenwagen 5-sitzig              |                     |
| 1907                 | Type XVII  | 4        | 35            | 274           | Runabout 2-sitzig                 |                     |
| 1907                 | Type XVIII | 4        | 35            | 274           | Tourenwagen 5-sitzig              |                     |
| 1907                 | Type XIX   | 4        | 45/50         | 284           | Tourenwagen 5-sitzig und 7-sitzig |                     |

Quelle, sofern nicht gesondert angegeben:

## Produktionszahlen
Die angegebenen Produktionszahlen in den Quellen weichen stark voneinander ab. Eine Quelle nennt Zahlen für jedes Jahr und kommt auf insgesamt 1793 Fahrzeuge. Die zweite und dritte Quelle geben Zahlen je Produktionsort an und landen bei etwa 950 Fahrzeugen bzw. bei 550 Fahrzeugen.
| Jahr  | Produktionszahl Quelle 1 | Produktionszahl Quelle 2 | Produktionszahl Quelle 3 |
| ----- | ------------------------ | ------------------------ | ------------------------ |
| 1899  | 30                       | 900                      | 350                      |
| 1900  | 100                      | 900                      | 350                      |
| 1901  | 100                      | 900                      | 350                      |
| 1902  | 125                      | 900                      | 350                      |
| 1903  | 125                      | 900                      | 350                      |
| 1904  | 230                      | 900                      | 350                      |
| 1905  | 300                      | 900                      | 350                      |
| 1906  | 500                      | 50                       | 200                      |
| 1907  | 283                      | 50                       | 200                      |
| Summe | 1793                     | 950                      | 550                      |

Neun Fahrzeuge sollen noch existieren.